# Notomithrax ursus
Notomithrax ursus is een krabbensoort uit de familie van de Majidae. De wetenschappelijke naam van de soort is voor het eerst geldig gepubliceerd in 1788 door Herbst.